# Taxilejeunea umbilicata
Taxilejeunea umbilicata là một loài Rêu trong họ Lejeuneaceae. Loài này được (Nees) J.B. Jack & Stephani miêu tả khoa học đầu tiên năm 1894.